# Каїс Годбан
Каїс Годбан (араб. قيس غُضبان, нар. 7 січня 1976, Ксар-Хелляль) — туніський футболіст, що грав на позиції півзахисника.
Виступав, зокрема, за клуб «Етюаль дю Сахель», а також національну збірну Тунісу.

## Клубна кар'єра
У дорослому футболі дебютував 1995 року виступами за команду клубу «Етюаль дю Сахель», в якій провів сім сезонів.
Згодом з 2002 по 2006 рік грав у складі команд клубів «Баніяс», «Діярбакирспор», «Самсунспор» та «Коньяспор».
Завершив професійну ігрову кар'єру у клубі «Етюаль дю Сахель», у складі якого вже виступав раніше. Прийшов до команди 2006 року, захищав її кольори до припинення виступів на професійному рівні у 2007 році.

## Виступи за збірну
У 1996 році дебютував в офіційних матчах у складі національної збірної Тунісу. Протягом кар'єри у національній команді, яка тривала 11 років, провів у формі головної команди країни 81 матч, забивши 5 голів.
У складі збірної був учасником Кубка африканських націй 1996 року у ПАР, де разом з командою здобув «срібло», чемпіонату світу 1998 року у Франції, Кубка африканських націй 1998 року у Буркіна Фасо, Кубка африканських націй 2000 року у Гані та Нігерії, чемпіонату світу 2002 року в Японії і Південній Кореї, Кубка африканських націй 2002 року у Малі, Кубка африканських націй 2004 року у Тунісі, здобувши того року титул континентального чемпіона, розіграшу Кубка конфедерацій 2005 року у Німеччині, чемпіонату світу 2006 року у Німеччині, Кубка африканських націй 2006 року в Єгипті.

## Титули і досягнення
- Переможець Кубка африканських націй: 2004
- Срібний призер Кубка африканських націй: 1996